# Seleção Brasileira de Rugby de Praia
A Seleção Brasileira de Rugby de Praia representa o Brasil em torneios dessa modalidade de rugby em competições internacionais. Governado pela Confederação Brasileira de Rugby (CBRu), o rugby de praia cresceu no país primariamente entre os jogadores de rugby union. O país tem equipes masculina e feminina competitivas e o melhor resultado obtido até hoje foram as medalhas de ouro da seleção feminina nos Jogos Sul-Americanos de Praia, tanto em  2009, no Uruguai, quanto em 2011, em Manta, no Equador.

## Masculino

### Jogos Sul-Americanos de Praia
| Ano  | Sede      | Posição        |
| ---- | --------- | -------------- |
| 2009 | Uruguai   | 4º lugar       |
| 2011 | Equador   | 4º lugar       |
| 2014 | Venezuela | Não participou |

## Feminino

### Jogos Sul-Americanos de Praia
| Ano  | Sede      | Posição        |
| ---- | --------- | -------------- |
| 2009 | Uruguai   | Campeão        |
| 2011 | Equador   | Campeão        |
| 2014 | Venezuela | Não participou |